# Art du métro de Toronto

L'ancienne ligne Spadina, le berceau de l'art dans le métro de Toronto

L'art dans le métro de Toronto, au Canada, commença d'apparaître depuis l'ouverture en 1978 de la ligne Spadina (qui fait partie de la ligne 1 actuelle). Ce changement a été inspiré par l'art du métro de Montréal.
Aujourd'hui, grâce au programme d'art public TTC, l'art est intégré dans l'architecture de chaque nouvelle station de métro. Ce programme a été inauguré en juillet 1994 en anticipant la ligne Sheppard (la ligne 4 actuelle):26.
Pour les stations existantes, depuis quelques années, chaque nouvelle œuvre d'art installée appartient normalement à un des deux programmes officiels — le programme d'art public TTC (TTC Public Art Program), ou le programme d'art communautaire (Community Art Program). Le premier est un processus formel, avec jury et lié à un projet d'amélioration de station, alors que le deuxième nécessite l'appuie de la communauté et de son conseiller municipal (ou sa conseillère municipale),.
En principe, les œuvres d'art appelées « publics » sont permanentes, alors que celles dites « communautaires » peuvent être détruit ou supprimé après 5 ans. Toutefois, les œuvres communautaires ne sont pas nécessairement temporaires — car pour la TTC, ce mot signifie 5 ans ou moins:5. On observe qu'en réalité, par exemple, A Sense of Place, une peinture murale acrylique sur béton, survivait comme une œuvre permanante jusqu'à la démolition de son support. En revanche, Dwell, une sculpture en bronze, a été supprimé après quelques années comme une œuvre temporaire. (À l'extrème, LightSpell, une très grande installation informatisée, a été désactivé avant l'ouverture de la station.)
Il y a aussi des dons, par exemple Rhythm of Exotic Plants  ou les trois poteaux totémiques gitksans. Ils se classent parmi les œuvres d'art public:5.

## Œuvres
| Station                     | Œuvre                                                    | Auteur | Situation                                                                                  | Date                              | Notes | Image |
| --------------------------- | -------------------------------------------------------- | --- | ------------------------------------------------------------------------------------------ | --------------------------------- | --- | ----- |
| Vaughan Metropolitan Centre | Atmospheric Lens                                         | Paul Raff Studio (bureau d'architecture)                                                                                            | niveau de la rue                                                                           | v. 2017                           | installation (réflecteurs, puits de lumière, 1 486 m2)                                                                       |       |
| Highway 407                 | Sky Ellipse                                              | David Pearl | niveau de la rue                                                                           | 2017                              | peinture murale (verre, sérigraphie sur céramique, 45 × 7 m)                                                                 |       |
| Pioneer Village             | Lightspell                                               | realities:united (collectif ; membres : Tim Edler et Jan Edler)                                                                     | plafond du quai vers le nord                                                               | 2017,                             | installation (tubes fluorescents, logiciel, écrans tactiles) ; désactivé en 2017                                             |       |
| York University             | Piston Effect                                            | Jason Bruges Studio | sous le plafond du quai                                                                    | v. 2017                           | installation (écran à cristaux liquides)                                                                                     |       |
| York University             | Safe Flight Home                                         | Fatspatrol (nom artistique) et autres                                                                                               | sur les fenêtres                                                                           | 2020 (mise en place 2021)         | peinture murale (vinyl) ; supprimé                                                                                           |       |
| Finch West                  | Finch West (projet de design)                            | Bruce McLean | piliers et pilastres dans les espaces publics, auvent sur le quai d'autobus,               | v. 2017                           | design de l'environnement |       |
| Finch West                  | Safe Flight Home                                         | Fatspatrol (nom artistique) et autres                                                                                               | sur les fenêtres                                                                           | 2020 (mise en place 2021)         | peinture murale (vinyl) ; supprimé                                                                                           |       |
| Downsview Park              | Spin                                                     | Panya Clark Espinal | niveau de la rue, niveau du hall, niveau de quai                                           | 2017                              | installation (granito, céramique glacé, panneaux métalliques émaillé, panneaux de plafond perforés peints, acier inoxydable) |       |
| Downsview Park              | Safe Flight Home                                         | Fatspatrol (nom artistique) et autres                                                                                               | sur les fenêtres                                                                           | 2020 (mise en place 2021)         | peinture murale (vinyl) ; supprimé                                                                                           |       |
| Sheppard West               | Sliding Pi                                               | Arlene Stamp | tous les niveaux sauf le niveau de la rue                                                  | 1994                              | peinture murale (carreaux de céramique)                                                                                      |       |
| Sheppard West               | Boney Bus                                                | John McKinnon | entrée principale                                                                          | 2000                              | sculpture (aluminium, basalte, 3,6 × 10,8 m)                                                                                 |       |
| Sheppard West               | Dodecadandy (série)                                      | Jennifer Marman et Daniel Borins | entrée Sheppard Avenue North Side                                                          | 2021                              | sculpture |       |
| Wilson                      | Canyons                                                  | Ted Bieler | niveau du hall en face de l'agent                                                          | 1978                              | sculpture (béton) |       |
| Wilson                      | The Guardians (série)                                    | Shalak Attack (nom artistique) | colonnes sous le pont entre l'entrée Tippett Road et la reste de la station,               | 2016                              | peinture murale (aérosol sur béton)                                                                                          |       |
| Wilson                      | Outside the Lines (série)                                | LeuWebb Projects (collectif ; membres : Christine Leu et Alan Webb)                                                                 | tous les niveaux                                                                           | 2020                              | sculpture (tubes en acier à revêtement par poudre)                                                                           |       |
| Wilson                      | Daily Migration (série)                                  | Shalak Attack (nom artistique) | entrée Tippet Road                                                                         | 2021                              | peinture murale (aérosol et acrylique sur béton, 130 m2)                                                                     |       |
| Yorkdale                    | Arc-en-ciel                                              | Michael Hayden | plafond du niveau du quai,                                                                 | 1978                              | installation (158 lampes au néon, ordinateur, logiciel, 4,3 × 76,2 × 8,5 m) ; supprimé depuis les années 1990                |       |
| Yorkdale                    | Knowledge Is Power                                       | Art Starts (collectif) | entrée principale:74                                                                       | 2010                              | peinture murale (sur béton)                                                                                                  |       |
| Lawrence West               | Spacing… Aerial Highways                                 | Claude Breeze | au long de la zone d'arrêt d'autobus près de l'entrée nord,                                | 1977                              | peinture murale (carreaux de céramique, 91,4 m)                                                                              |       |
| Glencairn                   | Joy (1977)                                               | Rita Letendre | plafond de la station                                                                      | 1977,                             | installation (verre trempé, peint aérosol,) ; supprimé depuis les années 1990                                                |       |
| Glencairn                   | Joy (2020)                                               | Rita Letendre | plafond de la station,                                                                     | 2020                              | installation (verre trempé feuilleté, 200 m,)                                                                                |       |
| Eglinton West               | Summertime Streetcar (série)                             | Gerald Zeldin | niveau des quais                                                                           | v. 1977                           | peinture murale (émail sur acier)                                                                                            |       |
| St. Clair West              | Tempo                                                    | Gordon Rayner | niveau du hall                                                                             | 1977                              | peinture murale (émail sur acier)                                                                                            |       |
| St. Clair West              | The Commuters                                            | Rhonda Weppler et Trevor Mahovsky                                                                                                   | escaliers entre le niveau du hall et le niveau de la rue                                   | 2017                              | installation (bronze) |       |
| St. Clair West              | The Spirits of the Ancestral Trees,                      | Paula Gonzalez-Ossa | entrée de service Nordheimer Ravine                                                        | 2019                              | peinture murale (sur béton)                                                                                                  |       |
| Dupont                      | Spadina Summer Under All Seasons                         | James Sutherland | niveau du hall, niveau des quais                                                           | 1978                              | peinture murale (carreaux de céramique)                                                                                      |       |
| Dupont                      | Miscellaneous Hardware                                   | Ron Baird | portes derrière l'entrée nord-est                                                          | 1978                              | installation (peinture, acier)                                                                                               |       |
| Dupont                      | The Force that through the green fuse drives the flower  | James Sutherland | niveau du hall                                                                             | 2021                              | peinture murale (photographies, images de photothèque, traitment d'images numérique, panneaux imprimés)                      |       |
| Spadina                     | Morning Glory                                            | Louis de Niverville | entrée maison Norman B. Gash                                                               | 1978                              | peinture murale (émail) |       |
| Spadina                     | Barren Ground Caribou                                    | Joyce Wieland | niveau du hall de la ligne 1                                                               | 1978                              | assemblage courtepointe (coton)                                                                                              |       |
| Spadina                     | sans titre                                               | Fedelia O'Brien, Murphy Green et Chuck Heit                                                                                         | niveau des quais d'autobus                                                                 | 1979                              | poteaux totémiques gitksans (cèdre rouge)                                                                                    |       |
| Museum                      | Museum Station (projet de design)                        | Diamond Schmitt Architects (en) (bureau d'architecture ; équipe : A.J. Diamond, Giuseppe Mandarino, Gary McCluskie, Michael Treacy) | niveau des quais                                                                           | 2008                              | design graphique environnemental                                                                                             |       |
| Queen's Park                | sans titre                                               | Ana Vilela | niveau du hall                                                                             | 2003                              | peinture murale (carreaux céramiques)                                                                                        |       |
| Union                       | Zones of Immersion                                       | Stuart Reid | entre le quai vers Vaughan et le voie vers Finch                                           | 2015                              | peinture murale (vitrail, émail, eau-forte, verre feuilleté, 2,13 × 152,4 m)                                                 |       |
| Queen                       | Our Knell,                                               | John B. Boyle | niveau des quais                                                                           | 1978                              | peinture murale (émail sur acier, 154,2 m,)                                                                                  |       |
| Dundas                      | Cross Section,                                           | William McElcheran | entrée nord-est                                                                            | 1984                              | bas-relief (terre cuite glacée)                                                                                              |       |
| College                     | Les Rois de l'arène (anglais : Hockey Knights in Canada) | Charles Pachter | niveau des quais                                                                           | 1984 (mise en place 1985)         | peinture murale (émail sur acier)                                                                                            |       |
| Bloor-Yonge                 | sans titre                                               | Edwin McCormick | niveau du hall à côté de l'entrée est                                                      | v. 1967                           | peinture (réproduction, v. 73 × 59 cm)                                                                                       |       |
| Davisville                  | 100 Years with the TTC                                   | Rosena Fung | niveau du hall                                                                             | 2022                              | peinture murale (vinyl) ; supprimé en 2025                                                                                   |       |
| York Mills                  | Breaking Ground                                          | Laurie Swim | niveau du hall en face de l'agent                                                          | 2010                              | assemblage courtepointe |       |
| Sheppard-Yonge              | sans titre                                               | Edwin McCormick | niveau du hall en face de l'agent                                                          | 1974                              | peinture (réproduction) (v. 79 × 64 cm)                                                                                      |       |
| Sheppard-Yonge              | Dwell                                                    | Robin Collyer | sud-est du croisement de la rue Yonge et l'avenue Sheppard près d'une sortie de secours:26 | 2002                              | installation (sculpture en bronze, 74 × 128 × 155 cm ; guichet automatique bancaire) ; supprimé                              |       |
| Sheppard-Yonge              | Immersion Land                                           | Stacey Spiegel | niveau des quais de la ligne 4                                                             | 2002                              | peinture murale (carreaux de céramique, 1 000 m2)                                                                            |       |
| Sheppard-Yonge              | Flocking Together,                                       | KJ Bit (collectif ; membres : Erika James et Jieun June Kim)                                                                        | entrée Harlandale                                                                          | 2020                              | peinture murale (aérosol et acrylique sur béton)                                                                             |       |
| North York Centre           | North York Heritage Murals (série)                       | Nicholas Graven, Susana Moore | niveau des quais                                                                           | 1987                              | peinture murale (carreaux de céramique)                                                                                      |       |
| North York Centre           | Universal Declaration of Human Rights (série)            | Inconnu | entre le hall est et le hall ouest                                                         | Inconnu                           | peinture murale (sur clôture en planches) ; détruit                                                                          |       |
| Finch                       | Rhythm of Exotic Plants                                  | Krystyna Sadowska | entrée North American Centre                                                               | 1965 (mise en place v. 1977)      | sculpture (acier inoxydable)                                                                                                 |       |
| Finch                       | Crossroads                                               | Kseniya Tsoy | entrée entre l'avenues Finch et Bishop                                                     | 2023,                             | peinture murale (sur briques)                                                                                                |       |
| Old Mill                    | Resurge: First Timeline'                                 | Philip Cote et autres | pilliers sous la station                                                                   | 2017                              | peinture murale (sur béton)                                                                                                  |       |
| Runnymede                   | Anonymous Somebody (série)                               | Elicser Elliott | niveau du hall                                                                             | 2019                              | peinture murale (panneaux imprimés)                                                                                          |       |
| Dufferin                    | Something Happens Here                                   | spmb (collectif ; membres : Eduardo Aquino et Karen Shanksi)                                                                        | niveau du hall, niveau des quais                                                           | 2014                              | installation |       |
| Ossington                   | Ossington Particles                                      | Scott Eunson |                                                                                            | 2016                              | installation |       |
| Sherbourne                  | The Whole Is Greater Than The Sum of Its Parts           | Rebecca Bayer |                                                                                            | 2018                              | peinture murale (carreaux de céramique)                                                                                      |       |
| Chester                     | Florae (série)                                           | Katharine Harvey | niveau du hall à côté des escaliers                                                        | 2020                              | peinture murale (carreaux de céramique émaillés à la main)                                                                   |       |
| Pape                        | Pape Subway Station,                                     | Allan Harding Mackay |                                                                                            | 2014                              | installation (frise en granite, eau-forte; miroirs, imprimerie numérique; carreaux de céramique)                             |       |
| Coxwell                     | Pods Through Time                                        | Cristina Delago | autour la station à l'extérieur                                                            | 2016                              | peinture murale (béton, carreaux de céramique, carreaux de miroir, peinture acrylique)                                       |       |
| Coxwell                     | Forwards and Backwards                                   | Jennifer Davis et Jon Sasaki | niveau du hall                                                                             | 2017                              | sculpture (aluminium) |       |
| Woodbine                    | Directions Connections Intersections                     | Jennifer Marman et Daniel Borins |                                                                                            | v. 2019                           | peinture murale (panneaux métalliques)                                                                                       |       |
| Victoria Park               | Roots                                                    | Aniko Meszaros | niveau des quais, escaliers entre les deux niveaux                                         | v. 2011                           | installation |       |
| Kennedy                     | A Sense of Place                                         | Frank Perna | l'ancien entrée principale                                                                 | 1997                              | peinture murale (acrylique sur béton) ; détruit (partiellement) en 2018                                                      |       |
| Kennedy                     | sans titre                                               | P. Twist | près de l'agent en face de la poste de désinfection                                        | 1981                              | diorama |       |
| Kennedy                     | Locations of Meaning (for Toronto)                       | Joseph Kosuth | nouvelle partie de la station                                                              | 2022                              | installation (acier inoxydable, carreaux de céramique) ; lieu non ouvert à ce moment                                         |       |
| Kennedy                     | The Reorganization of One Hedge                          | Dagmara Genda | passage entre la nouvelle partie et la partie originelle de la station                     | 2023                              | installation (verre imprimé, lampes) ; lieu non ouvert à ce moment                                                           |       |
| Lawrence East               | Universal Language                                       | Shalak Attack (nom artistique) | niveau des quais                                                                           | 2018                              | peinture murale (vinyl) ; supprimé en 2022                                                                                   |       |
| Ellesmere                   | AM I OK?                                                 | Tabban Soliemani | niveau des quais                                                                           | 2018                              | graffiti ; ligne supprimé en 2023                                                                                            |       |
| Midland                     | Natural Love                                             | Planta Muisca (nom artistique) | niveau des quais                                                                           | 2018                              | peinture murale (vinyl) ; ligne supprimé en 2023                                                                             |       |
| Bayview                     | From Here Right Now                                      | Panya Clark Espinal | tous les niveaux sauf le niveau de la rue                                                  | 2002                              | installation (carreaux de céramique, granito)                                                                                |       |
| Bessarion                   | Passing                                                  | Sylvie Bélanger | tous les niveaux                                                                           | 2002                              | installation (photographies)                                                                                                 |       |
| Leslie                      | Ampersand                                                | Micah Lexier |                                                                                            | 1997–inconnu (mise en place 2002) | installation (bulletins de participation, carreaux de céramique)                                                             |       |
| Don Mills                   | before/after                                             | Stephen Cruise |                                                                                            | 2002                              | installation (technique mixte)                                                                                               |       |
| Don Mills                   | Northern Dancer                                          | Stephen Cruise:22 | poste électrique à l'extérieur de la station                                               | Inconnu                           | installation:22, |       |